# Dipsiathus pallidifrons
Dipsiathus pallidifrons är en insektsart som beskrevs av Alexander Fyodorovich Emeljanov 2005. Dipsiathus pallidifrons ingår i släktet Dipsiathus och familjen vedstritar. Inga underarter finns listade i Catalogue of Life.